# Шелухіна Юлія
Юлія Шелухіна (нар. 30 квітня 1979, Полтава) — українська волейболістка, центральна блокуюча. Гравець національної збірної України.

## Із біографії
У складі національної команди виступала на чемпіонаті Європи 2001 року.
Двоюрідна сестра Юлія Шелухіна (Первухіна) також захищала кольори збірної України. Найбільш відома виступами за южненський «Хімік».

## Клуби
| Роки      | Команди                    |
| --------- | -------------------------- |
| 1999—2000 | «Хімволокно» (Черкаси)     |
| 2000—2001 | «Динамо-Джінестра» (Одеса) |
| 2001—2002 | «Джанніно П'єралісі» (Єзі) |
| 2002—2003 | «Скра» (Варшава)           |
| 2003—2004 | «Виняри» (Каліш)           |
| 2005—2006 | «Будовляни» (Лодзь)        |
| 2006—2007 | АЗС АВФ (Познань)          |
| 2007—2008 | ПТПС (Піла)                |
| 2008—2011 | «Будовляни» (Лодзь)        |
| 2011—2012 | «Палац» (Бидгощ)           |
| 2012—2014 | «Атом Трефль» (Сопот)      |

## Досягнення
- Чемпіон України (1): 2001
- Володар кубка України (1): 2001
- Чемпіон Польщі (1): 2013
- Володар кубка Польщі (2): 2008, 2010

## Галерея

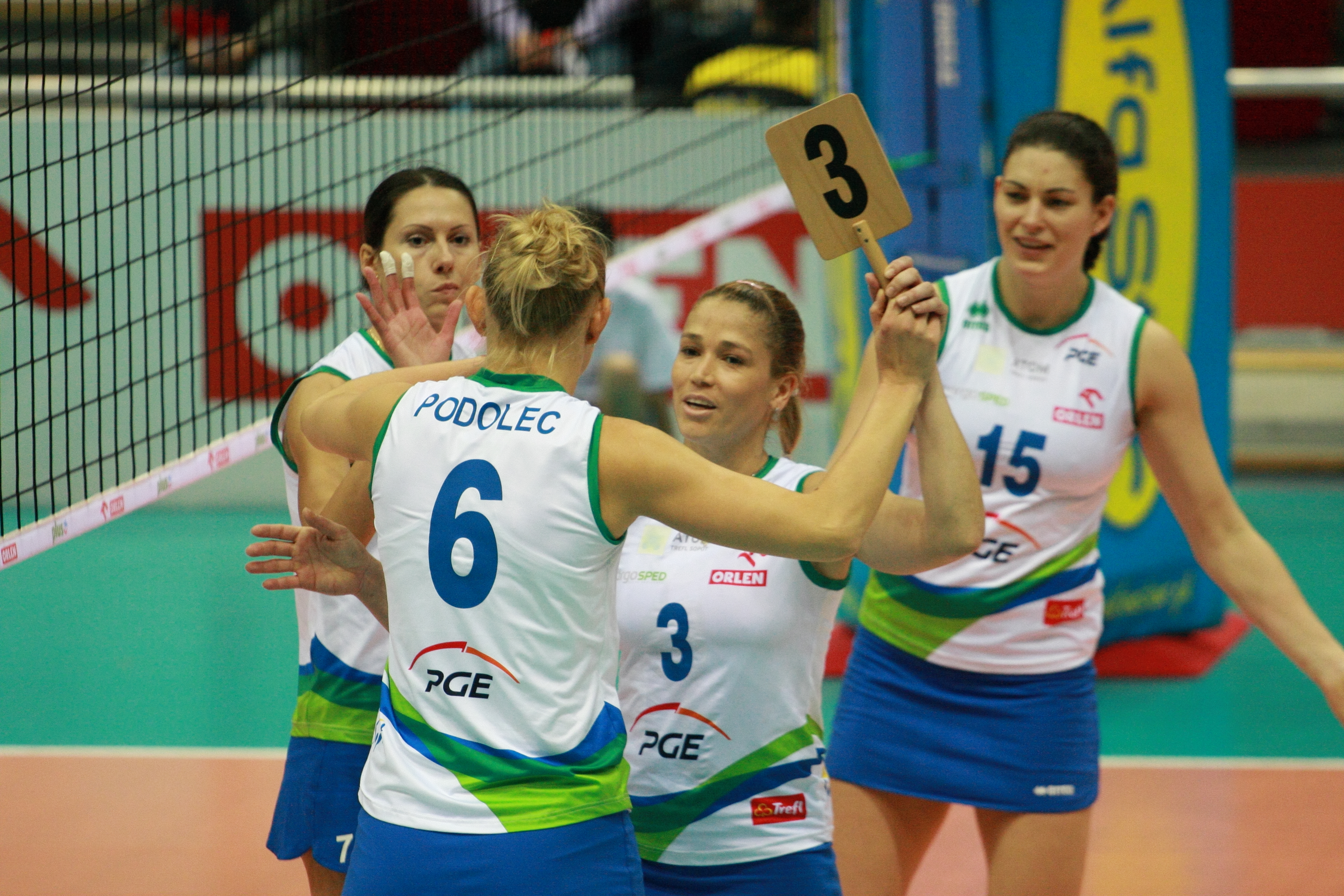
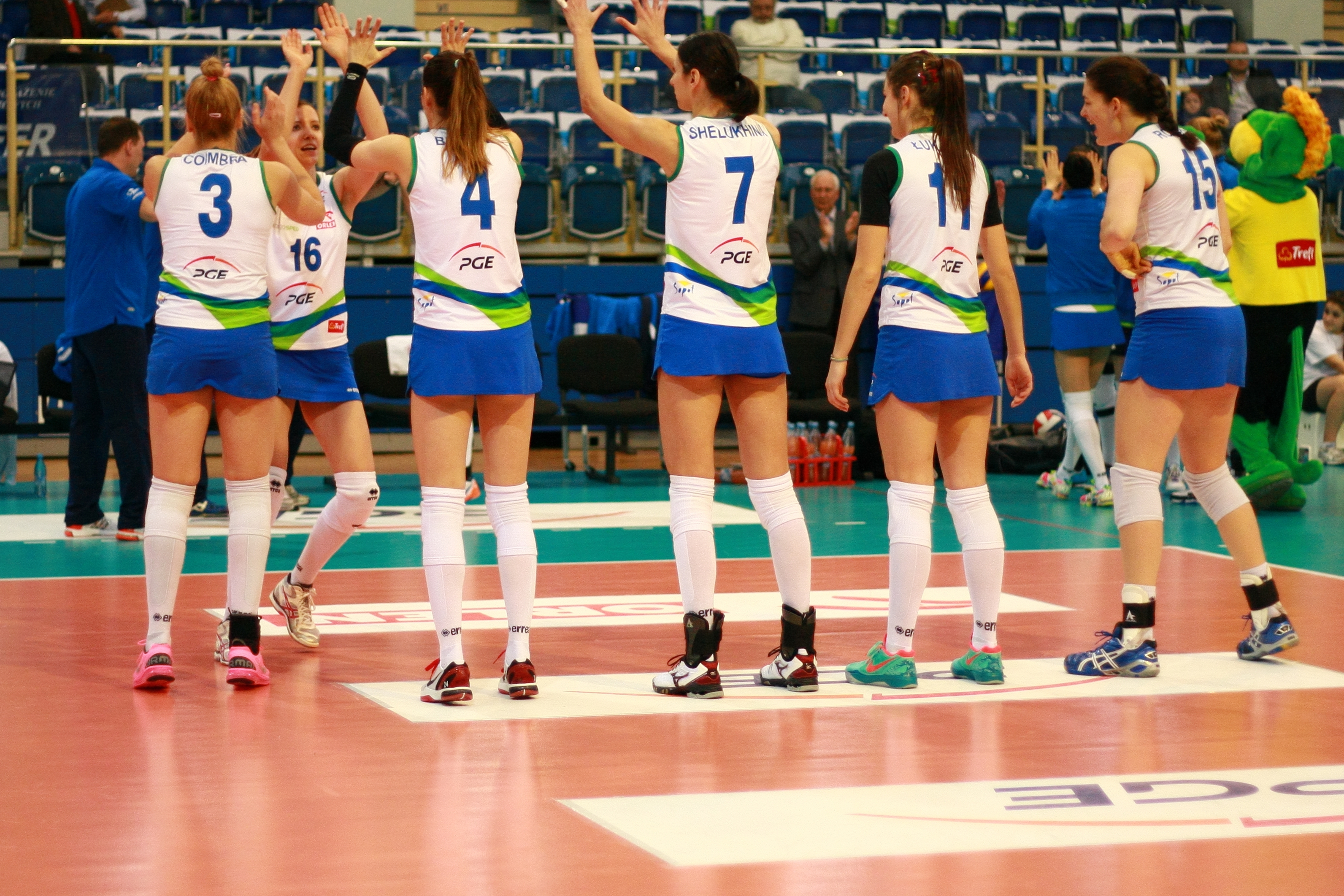

## Статистика
Статистика виступів в єврокубках:
| Сезон   | Клуб                   | Турнір         | Ігри | Сети | Очки | Ср.  | Примітки |
| ------- | ---------------------- | -------------- | ---- | ---- | ---- | ---- | -------- |
| 1999/00 | «Хімволокно» (Черкаси) | Кубок кубків   |      |      |      | ,    |          |
| 2007/08 | ПТПС (Піла)            | Ліга чемпіонів |      |      |      |      |          |
| 2010/11 | «Будовляни» (Лодзь)    | Ліга чемпіонів | 6    | 21   | 41   | 1,95 |          |
| 2010/11 | «Будовляни» (Лодзь)    | Кубок ЄКВ      |      |      |      | ,    |          |
| 2012/13 | «Атом Трефль» (Сопот)  | Ліга чемпіонів | 8    | 27   | 68   | 2,52 |          |
| 2013/14 | «Атом Трефль» (Сопот)  | Ліга чемпіонів | 8    | 24   | 56   | 2,33 |          |